# Nagelschere

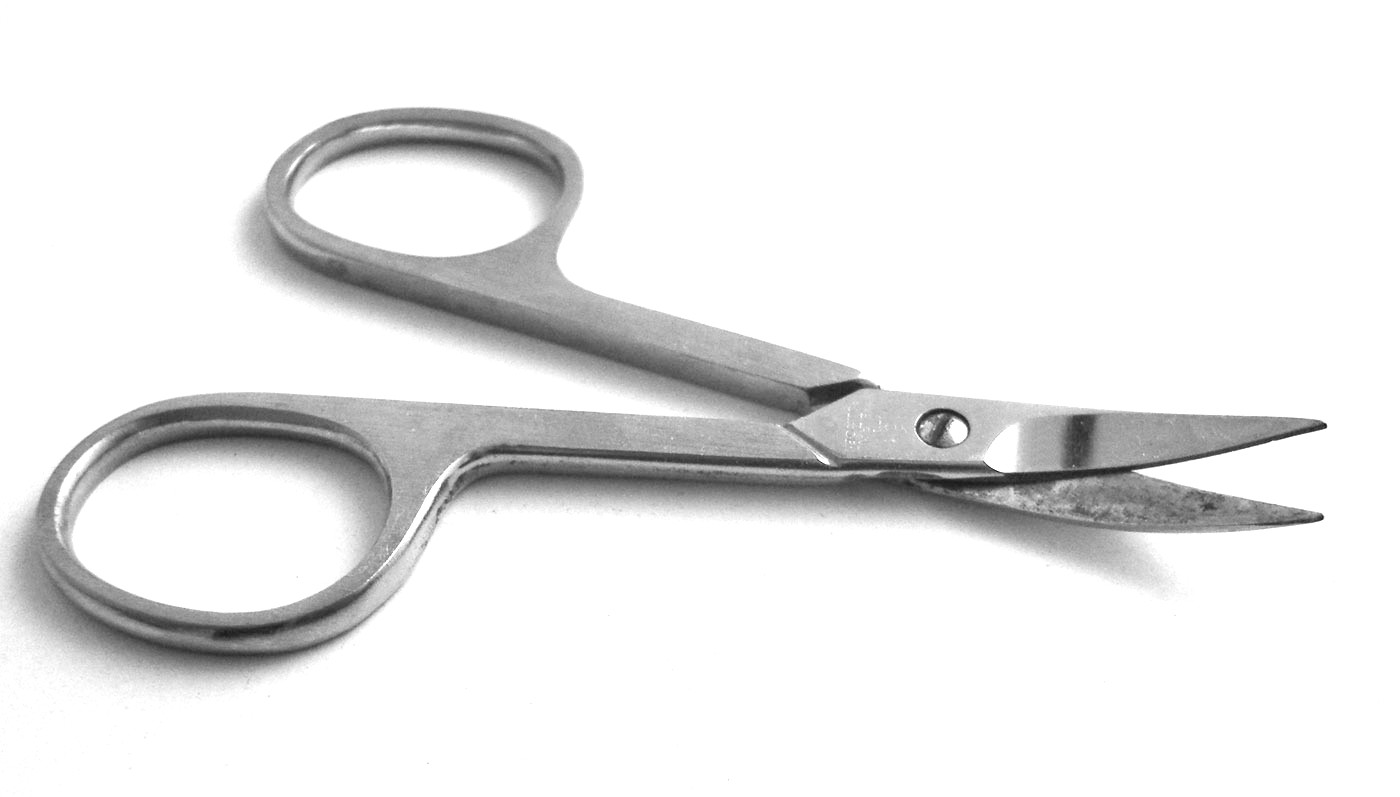
Nagelschere

Eine Nagelschere ist eine kleine Schere, mit meistens etwas verdickten, leicht gebogenen Schnittblättern zum Schneiden der Nägel an Fingern und Zehen.
Einige Nagelscheren sind verschraubt, sodass sie bei Beschädigung oder Verschleiß nachjustiert werden können. Gerade günstigere Scheren sind oftmals nur vernietet. Mit etwas Geschick können auch diese durch leichte Hammerschläge nachjustiert werden, wie bei der Produktion auch.
Nagelscheren mit abgerundeten Spitzen heißen auch Babyscheren, da bei ihnen die Verletzungsgefahr am geringsten ist und sie zumeist bei der Kinder- und Babypflege eingesetzt werden.
Zum Kürzen der Nägel stellen Nagelfeilen und Nagelknipser eine Alternative dar, da beim Schneiden kleine Risse entstehen können.
Nagelscheren mit schmalen Schnittblättern werden Hautscheren genannt.